# دهستان وستس کووست
دهستان وستس کووست (به لاتین: Vastse-Kuuste Parish) یک دهستان در استونی است که در شهرستان پولوا واقع شده‌است.

## خصوصیات
دهستان وستس کووست ۱۲۳٫۰۱ کیلومترمربع مساحت و ۱٬۲۵۵ نفر جمعیت دارد.